# Aleea clasicilor literaturii. Grădina publică Ștefan cel Mare
„Aleea clasicilor literaturii. Grădina publică Ștefan cel Mare” este denumirea sub care în Registrul monumentelor ocrotite de stat din Republica Moldova, la poziția 1, se regăsesc următoarele obiective din Chișinău, considerate colectiv un monument istoric și de artă de însemnătate națională:
- Aleea Clasicilor
- Grădina Publică „Ștefan cel Mare și Sfânt”